# Roelof van der Schans
Roelof van der Schans (Den Haag, 1947) is een Nederlandse illustrator. Na het volgen van een onderwijzersopleiding in Den Haag begon hij met lesgeven. Al snel kwam van der Schans in het voortgezet onderwijs terecht en werd tekenleraar. In 1987 verliet hij het voortgezet onderwijs en ging weer tekenen. Hij heeft al meer dan 350 jeugdboeken geïllustreerd bij verschillende uitgeverijen.
www.roelofvanderschans.nl
- Digitale Bibliotheek voor de Nederlandse Letteren: scha238
- Gemeinsame Normdatei: 1127248847
- International Standard Name Identifier: 0000 0003 6900 0220
- Nederlandse Thesaurus van Auteursnamen: 073865052
- Virtual International Authority File: 7788148947882054950009